# Нелидова, Елена Николаевна

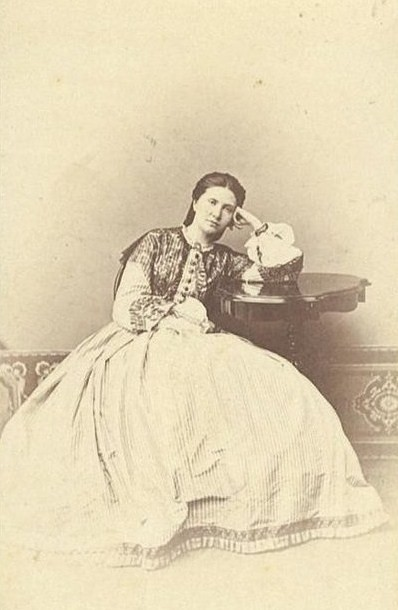
Елена Николаевна Нелидова

Еле́на Никола́евна А́нненкова, в замужестве Нели́дова (18 апреля 1837, Белосток — 18 января 1904, Париж) — фрейлина русского императорского двора (1854), хозяйка влиятельного петербургского либерального салона времён Александра II. Старшая дочь государственного контролёра Н. Н. Анненкова.

## Биография
Родилась в Польше, крещена 11 мая (по старому стилю) в Александро-Невском императорском соборе Белостока при воспреемстве великой княгини Елены Павловны. Выдана замуж за Ио(а)сафа Аркадьевича Нелидова (1817—1861), брата царской фаворитки, который, по отзыву современника, был «совершенно несносный человек» и прилюдно называл тестя дураком. В 24 года овдовела. В 1865 году принимала участие в учреждении Острожского Кирилло-Мефодиевского братства, организованного по инициативе графини А. Д. Блудовой в городе Острог Волынской губернии.
С 1870-х годов в доме Нелидовой на Мойке постоянно бывал и жил совершенно открыто, почти maritalement (сожительствовал) министр финансов А. А. Абаза, на которого Елена Николаевна имела большое влияние. По словам графа Витте, госпожа Нелидова «была очень умной дамой; в её салоне собиралась вся либеральная партия петербургских сановников, желавших провести конституцию». Пик успеха салона Нелидовой пришёлся на время «либеральной диктатуры» графа Лорис-Меликова (1880—1881), когда он затмил даже салон графини Левашовой.
Помимо Лорис-Меликова, в салоне «Эгерии» либеральной партии часто бывали граф Валуев и великий князь Константин Николаевич. Нелидова была душой всех совещаний. Каждый вторник у неё собирались сильные мира сего. Играли в вист до часу ночи, а затем все приглашались к изысканному ужину. Генерал Анненков, брат хозяйки дома, увеселял мужское общество свободными анекдотами. Одни делали там карьеру, а другие там же видели закат своей счастливой звезды.
Согласно дневнику Богданович, именно в гостиной Нелидовой была выработана конституция Лорис-Меликова. Её салон настолько слыл за центр сборища либеральной партии петербургских сановников, что при каждой новой правительственной мере публика спрашивала: «Что говорят у г-жи Нелидовой?». Когда жена Абазы рассталась с мужем и переехала в дом на Сергиевской улице, Нелидова перебралась в дом Абазы на набережной Фонтанки, 23.
Умерла от рака груди в Париже. Похоронена с мужем на петербургском Новодевичьем кладбище.